# Franche-Comté
Franche-Comté var en fransk region indtil 1. januar 2016, hvor den blev slået sammen med Bourgogne, for at danne den nye region Bourgogne-Franche-Comté. Den ligger i den østlige del af landet. Regionshovedstaden var Besançon, mens Belfort og Montbéliard er andre større byer.
- Wikimedia Commons har flere filer relateret til Franche-Comté

47°N 6°Ø / 47°N 6°Ø